# Bibliotheca Baltica
Bibliotheca Baltica ist der Name einer internationalen Arbeitsgemeinschaft von Bibliotheken und der von ihr veranlassten Buchreihe, die wichtige Werke des kulturellen Erbes der baltischen Länder in qualitativ hochwertigen Buchausgaben erneut zugänglich macht.

## Geschichte
Im Sommer des Jahres 1992 wurde auf Initiative von Jörg Fligge und Robert Schweitzer von der Bibliothek der Hansestadt Lübeck im Rahmen der Initiative Ars Baltica in Lübeck ein Symposium abgehalten, welches zur Gründung der Arbeitsgemeinschaft Bibliotheca Baltica führte.
Mittlerweile sind 41 Bibliotheken aus allen zehn Ländern der Ostseeregion (Norwegen, Schweden, Finnland, Russland, Estland, Lettland, Litauen, Polen, Deutschland und Dänemark) in der Arbeitsgemeinschaft vertreten, um den historischen und aktuellen Erfordernissen, die sich aus der historischen und neuen Nachbarschaft an der Ostsee ergeben, gerecht zu werden.
Seit dem Jahre 1994 gibt die Arbeitsgemeinschaft den Newsletter Bibliotheca Baltica: Informationen zum Bibliothekswesen im Ostseeraum heraus. Beabsichtigt wird eine Zusammenarbeit aller Bibliotheken der Ostseeanrainerländer bei der Aufbewahrung, Zusammenführung und Erschließung der Kulturgüter dieser Länder. Hierzu gehören auch die Kulturgüter, die als Raubkunst bzw. als Beutekunst in der Datenbank für verlorengegangene Kunst- und Kulturgüter dokumentiert werden. Realistisch gesehen ist jedoch durch finanzielle und politische Beschränkungen eine derartige umfassende Zusammenarbeit zurzeit noch nicht möglich.

## Tagungen
Alle zwei Jahre führt die Arbeitsgemeinschaft ein Symposium durch. Die bisherigen Tagungen fanden wie im Folgenden aufgelistet statt:
- 15. Juni – 17. Juni 1992: Lübeck (Schleswig-Holstein)
- 11. Mai – 15. Mai 1994: Tartu (Estland) mit dem Schwerpunkt Literaturgeschichte
- 15. Mai – 19. Mai 1996: Riga (Lettland) zu Besonderheiten der Musikbibliotheken der baltischen Länder
- 17. September – 20. September 1998: Stockholm (Schweden) zum Bibliotheksmanagement
- 19. September – 24. September 2000: Stettin (Polen) zu den Möglichkeiten der Kooperation der Bibliotheken
- 18. September – 21. September 2002: Kopenhagen (Dänemark) zum Bibliothekswesen in Dänemark und Schweden
- 21. April – 24. April 2004: Greifswald (Mecklenburg-Vorpommern) zum 400-jährigen Jubiläum der Universitätsbibliothek Greifswald
- 16. November – 17. November 2006: Vilnius (Litauen) zum Baltischen Kulturerbe im digitalen Zeitalter in Europa
- 23. Oktober – 24. Oktober 2008: Sankt Petersburg (Russland) zur kartographischen Geschichte der Ostsee und der Anrainerländer
- 21. Oktober – 22. Oktober 2010: Helsinki (Finnland) zur Digitalisierung von Buchbeständen und Sammlungen
- 25. Oktober – 26. Oktober 2012: Tallinn (Estland) zum Angebot der Bibliotheken als Dienstleister der Forschung
- 9. Oktober – 10. Oktober 2014: Stockholm (Schweden) zum Thema Digital Humanities
- 20. Oktober – 21. Oktober 2016: Riga (Lettland) zu künftig in Bibliotheken benötigten Kenntnisse und Befähigungen
- 4. Oktober – 5. Oktober 2018: Rostock (Mecklenburg-Vorpommern) zu „Sharing the Sources – New Technologies for Libraries, Archives and Research Communities“
- 2020: ausgefallen aufgrund der Corona-Pandemie
- September 2022: Lübeck (Schleswig-Holstein) zum 400-jährigen Jubiläum der Stadtbibliothek Lübeck